# Daryl Turner
Daryl Turner (Wadley, 15 dicembre 1961) è un ex giocatore di football americano statunitense che ha militato nel ruolo di wide receiver nella National Football League (NFL). Al college giocò a football alla Michigan State University.

## Carriera
Turner fu scelto nel corso del secondo giro (49º assoluto) del Draft NFL 1984 dai Seattle Seahawks. Con essi disputò tutte le quattro stagioni della carriera professionistica e alla stagione 2022 detiene ancora il record di franchigia per touchdown su ricezione segnati da un rookie (10 nel 1984) mentre quello in una stagione (13 nel 1985) è resistito per trent'anni finché non è stato superato da Doug Baldwin. Inoltre detiene il record NFL con un rapporto del 36% tra ricezioni e touchdown per i giocatori con almeno 30 touchdown segnati.

## Palmarès
- Leader della NFL in touchdown su ricezione: 1

1985
- PFWA All-Rookie Team - 1984